# 相对熵
KL散度（Kullback-Leibler divergence，簡稱KLD），在訊息系统中称为相对熵（relative entropy），在连续时间序列中称为随机性（randomness），在统计模型推断中称为訊息增益（information gain）。也称訊息散度（information divergence）。
KL散度是两个機率分布P和Q差别的非对称性的度量。 KL散度是用来度量使用基于Q的分布来编码服从P的分布的样本所需的额外的平均比特数。典型情况下，P表示数据的真实分布，Q表示数据的理论分布、估计的模型分布、或P的近似分布。

## 定義
對於离散隨機变量，其機率分布P 和 Q的KL散度可按下式定義為
{\displaystyle D_{\mathrm {KL} }(P\|Q)=-\sum _{i}P(i)\ln {\frac {Q(i)}{P(i)}}.\!}
等价于
{\displaystyle D_{\mathrm {KL} }(P\|Q)=\sum _{i}P(i)\ln {\frac {P(i)}{Q(i)}}.\!}
即按機率P求得的P和Q的對數商的平均值。KL散度僅當機率P和Q各自總和均為1，且對於任何i皆滿足{\displaystyle Q(i)>0}及{\displaystyle P(i)>0}時，才有定義。式中出現{\displaystyle 0\ln 0}的情況，其值按0處理。
對於連續隨機變量，其機率分佈P和Q的KL散度可按積分方式定義為 
{\displaystyle D_{\mathrm {KL} }(P\|Q)=\int _{-\infty }^{\infty }p(x)\ln {\frac {p(x)}{q(x)}}\,{\rm {d}}x,\!}
其中p和q分別表示分佈P和Q的密度。
更一般的，若P和Q為集合X的機率測度，且P關於Q絕對連續，則從P到Q的KL散度定義為
{\displaystyle D_{\mathrm {KL} }(P\|Q)=\int _{X}\ln {\frac {{\rm {d}}P}{{\rm {d}}Q}}\,{\rm {d}}P,\!}
其中，假定右側的表達形式存在，則{\displaystyle {\frac {{\rm {d}}Q}{{\rm {d}}P}}}為Q關於P的R–N導數。
相應的，若P關於Q絕對連續，則
{\displaystyle D_{\mathrm {KL} }(P\|Q)=\int _{X}\ln {\frac {{\rm {d}}P}{{\rm {d}}Q}}\,{\rm {d}}P=\int _{X}{\frac {{\rm {d}}P}{{\rm {d}}Q}}\ln {\frac {{\rm {d}}P}{{\rm {d}}Q}}\,{\rm {d}}Q,}
即為P關於Q的相對熵。

## 特性
相對熵的值為非負數：
{\displaystyle D_{\mathrm {KL} }(P\|Q)\geq 0,\,}
由吉布斯不等式可知，當且僅當{\displaystyle P=Q}時{\displaystyle D_{KL}(P\|Q)}為零。
尽管从直觉上KL散度是个度量或距离函数, 但是它实际上并不是一个真正的度量或距離。因為KL散度不具有对称性：从分布P到Q的距离通常并不等于从Q到P的距离。
{\displaystyle D_{\mathrm {KL} }(P\|Q)\neq D_{\mathrm {KL} }(Q\|P)}

## KL散度和其它量的关系
自信息和KL散度
{\displaystyle I(m)=D_{\mathrm {KL} }(\delta _{im}\|\{p_{i}\}),}

互信息和KL散度
{\displaystyle {\begin{aligned}I(X;Y)&=D_{\mathrm {KL} }(P(X,Y)\|P(X)P(Y))\\&=\mathbb {E} _{X}\{D_{\mathrm {KL} }(P(Y|X)\|P(Y))\}\\&=\mathbb {E} _{Y}\{D_{\mathrm {KL} }(P(X|Y)\|P(X))\}\end{aligned}}}

信息熵和KL散度
{\displaystyle {\begin{aligned}H(X)&=\mathrm {(i)} \,\mathbb {E} _{x}\{I(x)\}\\&=\mathrm {(ii)} \log N-D_{\mathrm {KL} }(P(X)\|P_{U}(X))\end{aligned}}}

条件熵和KL散度
{\displaystyle {\begin{aligned}H(X|Y)&=\log N-D_{\mathrm {KL} }(P(X,Y)\|P_{U}(X)P(Y))\\&=\mathrm {(i)} \,\,\log N-D_{\mathrm {KL} }(P(X,Y)\|P(X)P(Y))-D_{\mathrm {KL} }(P(X)\|P_{U}(X))\\&=H(X)-I(X;Y)\\&=\mathrm {(ii)} \,\log N-\mathbb {E} _{Y}\{D_{\mathrm {KL} }(P(X|Y)\|P_{U}(X))\}\end{aligned}}}

交叉熵和KL散度
{\displaystyle \mathrm {H} (p,q)=\mathrm {E} _{p}[-\log q]=\mathrm {H} (p)+D_{\mathrm {KL} }(p\|q).\!}